# Автошлях E576
Європейський шлях Е 576 — другорядна E дорога, розташована на північному заході Румунії.

## Маршрут
- Румунія (на спільних вивісках  DN 1C)
  - Деж:  E58
  - Клуж-Напока:  E60, E81